# Defensa Provincial-Bandera Blanca
Defensa Provincial - Bandera Blanca fue un partido político conservador argentino de ámbito provincial, más concretamente de la provincia de Tucumán, que fue constituido oficialmente el 1 de diciembre de 1929 y se disolvió legalmente el 15 de junio de 2014. Tuvo especial apogeo durante la Década Infame, llegando a gobernar la provincia entre 1932 y 1934, y renació brevemente a mediados de la década de 1980. Durante las décadas de 1990 y 2000 careció de relevancia electoral, siendo finalmente disuelto en 2014 por la Junta Electoral Provincial por carecer del suficiente número de afiliados para mantener la personería.

## Historia

### Fundación
El partido fue fundado como "Defensa Comunal" por Juan Luis Nougués a principios de 1927 para presentarse como candidato a intendente de San Miguel de Tucumán, obteniendo una estrecha victoria. Fue reelegido el 5 de mayo de 1929 con un amplio triunfo contra la imperante a nivel nacional Unión Cívica Radical. Su nombre posterior, "Defensa Provincial - Bandera Blanca", lo adquirió el 1 de diciembre de ese mismo año. El gobierno provincial de José Graciano Sortheix (radical) intervino la ciudad el 9 de mayo de 1930 y depuso a Nougués, desatando una fuerte protesta por parte de la población local, llegando a reunirse alrededor de 12.000 personas a condenar la intervención en la Plaza Independencia, un número muy alto para la época.

### Apogeo durante la Década Infame
Con el golpe de Estado del 6 de septiembre de 1930, que desbancó al radicalismo del poder, Nougués se presentó como candidato de Defensa Provincial - Bandera Blanca a la gobernación de Tucumán. Ante la evidencia de que las elecciones no serían limpias, la UCR boicoteó los comicios. Sin embargo, la contienda fue cerrada entre Nougués, Adolfo Piossek del también conservador Partido Demócrata Nacional (oficialista a nivel nacional en la alianza electoral conocida como Concordancia), y Mario Bravo del Partido Socialista. Las elecciones se realizaron en noviembre de 1931, y Nougués obtuvo mayoría simple de votos y electores, con 25 de los 54 miembros del Colegio Electoral, contra 21 de Piossek, 6 de Bravo y 1 del Dr. Gregorio Aráoz Alfaro. Aunque Nougués no contaba con la suficiente cantidad de electores para alzarse con la gobernación por sí solo, el socialismo en última instancia le otorgó sus votos en la segunda ronda de votación, a fin de impedir la llegada de Piossek al poder, y Nougués resultó elegido, asumiendo el cargo el 18 de febrero de 1932.
Sin embargo, la goberanción fue difícil para Nougués, que debió enfrentar al gobierno nacional, con el que se enemistó debido a los problemas económicos, y con el radicalismo, que lo consideraba ilegítimo. Además comenzó a exhibir un liderazgo personalista y su gestión estuvo marcada por un clima de violencia política. Con el levantamiento de la abstención de la UCR provincial, Nougués perdió la mayoría legislativa en las elecciones de medio término, lo cual finalmente terminó con la intervención de la provincia de parte del gobierno de Agustín P. Justo y la deposición definitiva de Nougués en junio de 1934.

### Declive progresivo
Con la llegada del peronismo en 1946, el conservadurismo quedó muy deslegitimado y el radicalismo monopolizó el voto opositor, lo que afectó profundamente a partidos provinciales como Defensa Provincial - Bandera Blanca, cuya representación se limitó a unos pocos concejales y diputados provinciales. La retirada de Nougués de la política en 1943 y su reemplazo por su hermano Isaías en el liderazgo del partido también contribuyó a su declive. Tras el golpe de 1955 y la proscripción del peronismo, el partido todavía continuó sufriendo reveses electorales, pero logró representación legislativa nuevamente. Juan Luis Nougués retornó brevemente a la política y se presentó como candidato a gobernador por el partido, perdiendo ante la UCR Intransigente, con Celestino Gelsi como candidato. Nougués falleció en 1960, y su hermano continuó en el liderazgo del partido, logrando ser elegido diputados dos veces (1958-1962 y 1963-1966) antes de su muerte durante la dictadura militar, el 17 de noviembre de 1978.

### Renacimiento en la década de 1980 y desaparición
Al retornar la democracia en 1983, el partido continuó teniendo importancia marginal, obteniendo solo 415 votos exactos en las elecciones legislativas de 1983. Sin embargo, en 1987 tuvo un sorpresivo repunte cuando presentó como candidato a gobernador a Antonio Domingo Bussi, exgobernador de facto durante la dictadura. En estos comicios logró convertirse en la cuarta fuerza más votada con el 18.61% de los votos, y obtuvo 12 miembros en el Colegio Electoral, lo que contribuyó a la elección de José Domato, justicialista, como gobernador. Bussi se retiró del partido, sin embargo, en junio de 1988, y fundó Fuerza Republicana, con el que ganó la gobernación en 1995. La salida de Bussi fue un golpe letal para el partido, que no superó el punto porcentual en las siguientes elecciones, y prácticamente desapareció de la vida política.
Durante su campaña para los comicios legislativos del 28 de octubre de 2007, presentó su plataforma electoral en Tucumán, manifestando, entre otras cosas, un claro rechazo al aborto; prometiendo enjuiciar tanto a los militares acusados de crímenes de lesa humanidad como a los miembros de las guerrillas, a las que calificó de "terroristas ideológicos", afirmando buscar el "equilibrio histórico"; y prometiendo hacer todo lo posible para diversificar la política exterior e independizar el poder judicial.
A mediados de la década de 2010, Defensa Provincial - Bandera Blanca solo existía en el ámbito municipal. El 15 de junio de 2014, La Gaceta de Tucumán publicó un artículo informando de su disolución por parte de las autoridades electorales, debido a su falta de afiliados y no concurrencia a elecciones.

## Resultados electorales

### Gobernador de Tucumán
|  | 43.40 % |

|  | 34.11 % |

|  | 33.85 % |

|  | 43.23 % |

|  | 2.98 % |

|  | 3.94 % |

|  | 0.51 % |

|  | 11.53 % |

|  | 10.35 % |

|  | 11.06 % |

|  | 3.07 % |

|  | 0.13 % |

|  | 18.61 % |

|  | 0.06 % |